# Westminster (londýnský obvod)
Městský obvod Westminster, oficiální název – City of Westminster, je městským obvodem Londýna se statutem města (city), situovaným na západ od City a na sever od řeky Temže. Tvoří součást Vnitřního Londýna. Od roku 1899 do roku 1965 bylo toto území označováno jako Metropolitan Borough of Westminster.
Westminster tvoří většinu West Endu a je zde hlavní mocenské centrum Velké Británie – Westminsterský palác, Whitehall a Královský soudní dvůr.
Tato správní oblast byla vytvořena v roce 1965 ze zrušených částí Metropolitan Borough of St. Marylebone, Metropolitan Borough of Paddington a menšího City of Westminster. Současná městská část zahrnuje daleko větší území než původní Westminster.

## Obyvatelstvo

Znak Westminsteru. Motto je Custodi Civitatem, Domine (Střež město, Pán)

Podle sčítání obyvatel v roce 2001 žilo v této části Londýna 181 279 obyvatel (v roce 2011 to bylo 219 396 obyvatel). Westminster City Council, jako samosprávný orgán této čtvrti, nechal zpracovat několik studií aby dokázal, že je zde vyšší počet obyvatel a dosáhl tak větších prostředků od ústřední vlády. Statistický úřad – Office for National Statistics – nakonec korigoval výsledný počet o číslo 17 500. Zatímco oficiální počet obyvatel je 198 779, zdá se mnohem pravděpodobnější že realističtější je odhad 220 000.

## Volební obvody
Městský obvod Westminster je rozdělen do 20 volebních obvodů. Rada městského obvodu má 60 členů.
- Abbey Road
- Bayswater
- Bryanston a Dorset Square
- Church Street
- Churchill
- Harrow Road
- Hyde Park
- Knightsbridge and Belgravia
- Lancaster Gate
- Little Venice
- Maida Vale
- Marylebone High Street
- Queen's Park
- Regent's Park
- St. James's Park
- Tachbrook
- Vincent Square
- Warwick
- West End
- Westbourne

## Zajímavá místa

### Památky
- All Saints Margaret Street
- All Souls Langham Place
- Apsley House
- Big Ben
- Buckinghamský palác
- Bush House
- Burlington Arcade
- Channel 4
- Clarence House
- Horse Guards
- Horse Guards Parade

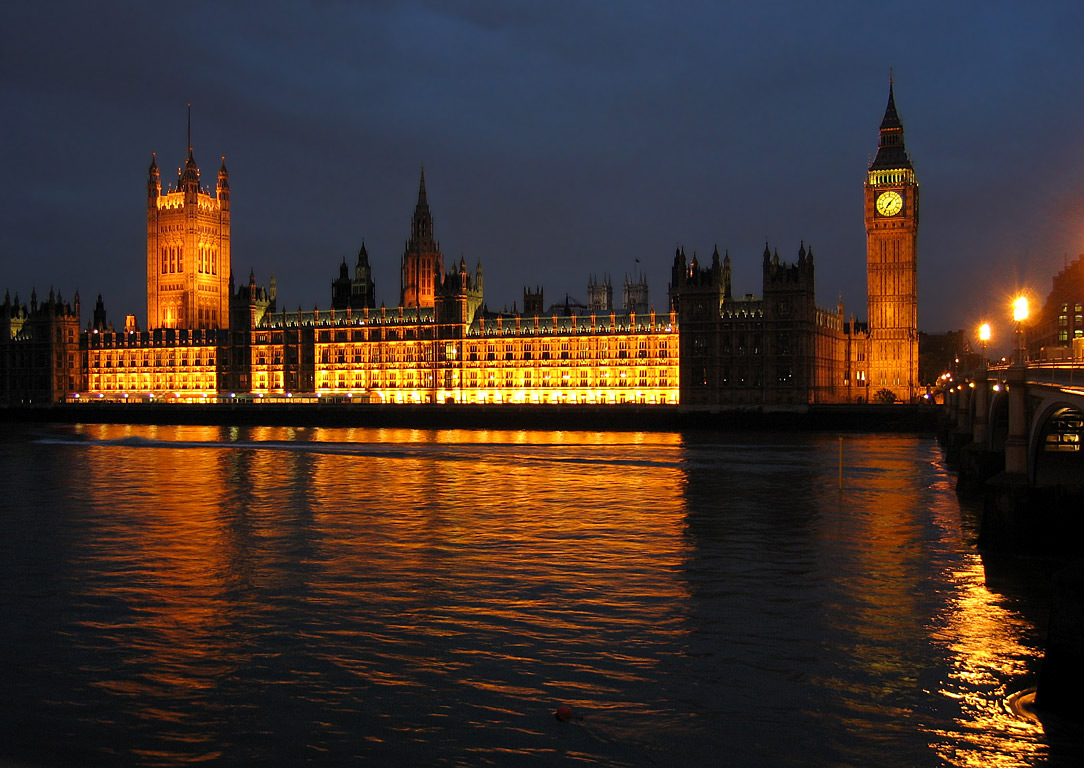
Westminsterský palác

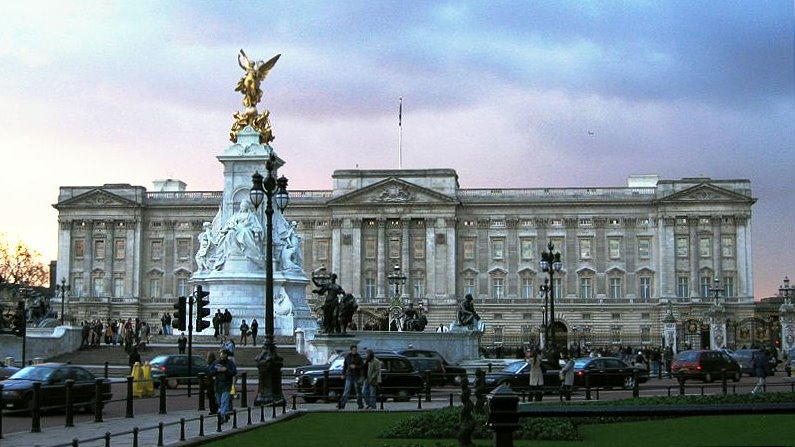
Buckinghamský palác a Památník královny Viktorie

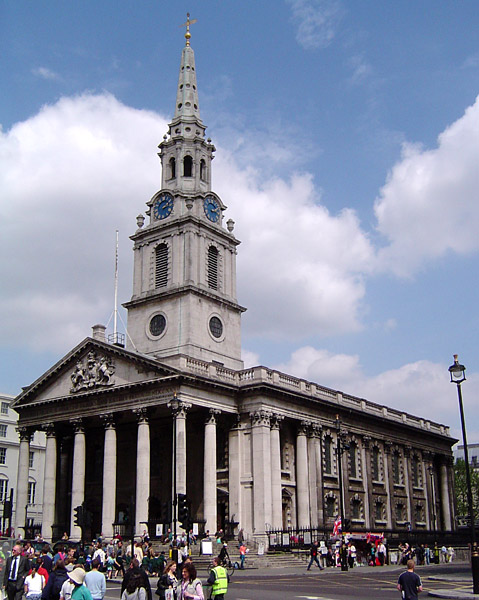
Kostel St Martin-in-the-Fields

- Churchillovo muzeum a Cabinet War Rooms
- Kleopatřin obelisk
- Královský soudní dvůr
- Královská opera
- Little Venice
- London Transport Museum
- Londýnské planetárium
- Lord's Cricket Ground
- Murble Arch
- Museum of Performance
- Muzeum voskových figurín Madame Tussaud
- Marlborough House
- Millbank Tower
- Národní galerie
- National Portrait Gallery
- Nelsonův sloup
- Queen Elizabeth II Conference Centre
- Regent's Canal
- Ritz
- Royal Academy of Arts
- Savoy
- Savoy Palace
- Serpentine Gallery
- Somerset House
- Speakers' Corner
- St Clement Danes
- St George's Hanover Square
- St James's Palace
- St James's Piccadilly
- St John's
- St Margaret's, Westminster
- St Mary-le-Strand
- St Martin-in-the-Fields
- St Paul's Covent Garden
- Tate Britain
- Trocadero Centre
- Wellington Arch
- Westminsterské opatství
- Westminster Bridge
- Westminsterská katedrála
- Westminster Central Hall
- Westminster School
- Westminsterský palác ( Houses of Parliament )

### Parky a otevřená prostranství

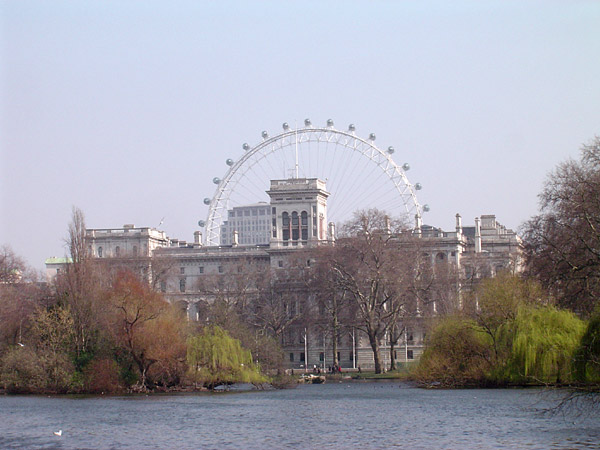
Jezero v St. James's Parku, pohled od východu se siluetou Londýnské oko

- Green Park
- Hyde Park
- Kensingtonské zahrady
- Marble Arch Mound
- Regent's Park
- St. James's Park

### Oblasti
- Bayswater
- Belgravia
- Charing Cross
- Čínská čtvrť
- Covent Garden
- Holborn
- Maida Hill
- Maida Vale
- Marylebone
- Mayfair
- Millbank
- Paddington
- Pimlico
- St. James's
- St John's Wood
- Soho
- "Theatreland"
- Westbourne Green
- Westminster

### Ulice a náměstí
- Aldwych
- Baker Street
- Berkeley Square
- Bond Street
- Charing Cross Road
- Constitution Hill
- Coventry Street
- Downing Street
- Grosvenor Square
- Harley Street
- Haymarket
- Jermyn Street
- Leicester Square
- Mall
- Millbank
- Oxford Street
- Pall Mall
- Park Lane
- Parliament Square
- Piccadilly
- Piccadilly Circus
- Regent Street
- Shaftesbury Avenue
- Smith Square
- Strand
- Trafalgarské náměstí
- Victoria Embankment
- Victoria Street
- Whitehall

## Doprava

### Železniční zastávky
- Charing Cross
- Marylebone
- Paddington
- Victoria

### Zastávkymetra
- Baker Street
- Bond Street
- Charing Cross
- Covent Garden
- Edgware Road
- Embankment
- Great Portland Street
- Green Park
- Hyde Park Corner
- Knightsbridge
- Leicester Square
- Maida Vale
- Marble Arch
- Marylebone
- Oxford Circus
- Paddington
- Piccadilly Circus
- Pimlico
- Regent's Park
- Royal Oak
- St. James's Park
- St. John's Wood
- Temple
- Tottenham Court Road
- Victoria
- Warwick Avenue
- Westminster